# Буркхард IV фон Цолерн-Хоенберг
Буркхард IV (II/III) фон Цолерн-Хоенберг (на немски: Burchrad IV (II/III) von Zollern und Hohenberg; † 1225) от линията Цолерн-Хоенберг на швабската фамилия Хоенцолерн е граф на Цолерн-Хоенберг.

## Произход
Той е от линията Цолерн-Хоенберг, която е отцепена през 12 век от швабската фамилия Хоенцолерн. Той е син на граф Буркхард III (I) фон Цолерн-Хоенберг († сл. 1193) и съпругата му Кунигунда фон Грюнберг. Внук е на граф Буркхард II фон Цолерн-Хоенберг († 1150/1155) и правнук на граф Фридрих I фон Цолерн († пр. 1125). Брат е на Алберт I граф фон Ротенбург.
Дядо е на римско-немската кралица Гертруда фон Хоенберг (1225 – 1281), омъжена 1245 г. за император Рудолф I Хабсбургски (1218 – 1291).

## Фамилия
Буркхард IV (II) фон Цолерн-Хоенберг се жени за Вилипург фон Айхелберг и има един син и една дъщеря:
- Буркхард V фон Хоенберг (III) († 14 юли 1253), граф на Хоенберг, женен 1233 г. за наследствената графиня Мехтхилд фон Тюбинген, дъщеря на пфалцграф Рудолф II фон Тюбинген († 1247).
- Кунигунда фон Хоенберг, омъжена за Рудолф фон Хевен